# Bolgár férfi jégkorong-válogatott
A bolgár férfi jégkorong-válogatott Bulgária nemzeti csapata, amelyet a Bolgár Jégkorongszövetség (bolgár cirill: Национален отбор по хокей на лед на България, latin: Bulgarszka Federacija Po Hokej Na Led) irányít. Első mérkőzésüket 1942. január 17-én játszották. 1963-ban csatlakoztak a nemzetközi mezőnyhöz, amikor részt vettek az 1963-as jégkorong-világbajnokságon. Legjobb eredményüket 1970-ben érték el, amikor a 14. helyen (8. hely a B csoportban) végeztek a világbajnokságon. 1976-ban kijutottak az innsbrucki téli olimpiára, ahol 14–1-re kikaptak Csehszlovákiától és valamennyi mérkőzésüket elveszítették. 2014-ben és 2019-ben megnyerték a divízió III-as világbajnokságot.  
A bolgár válogatott tagja a divízió II mezőnyének, ahol a B csoportban szerepel.

## Eredmények

### Világbajnokság
1920 és 1968 között a téli olimpia minősült az az évi világbajnokságnak is.
- 1920-1962 – Nem vett részt
- 1963 – 19. hely (4. a C csoportban)
- 1964–1966 – Nem vett részt
- 1967 – 18. hely (2. a C csoportban)
- 1968 – Nem vett részt
- 1969 – 19. hely (5. a C csoportban)
- 1970 – 14. hely (8. a B csoportban)
- 1971 – 19. hely (5. a C csoportban)
- 1972 – 17. hely (4. a C csoportban)
- 1973 – 18. hely (4. a C csoportban)
- 1974 – 17. hely (3. a C csoportban)
- 1975 – 16. hely (2. a C csoportban)
- 1976 – 16. hely (8. a B csoportban)
- 1977 – 20. hely (3. a C csoportban)
- 1978 – 21. hely (5. a C csoportban)
- 1979 – 22. hely (4. a C csoportban)
- 1981 – 22. hely (6. a C csoportban)
- 1982 – 22. hely (6. a C csoportban)
- 1983 – 22. hely (6. a C csoportban)
- 1985 – 22. hely (6. a C csoportban)
- 1986 – 19. hely (3. a C csoportban)
- 1987 – 23. hely (7. a C csoportban)
- 1989 – 21. hely (5. a C csoportban)
- 1990 – 22. hely (6. a C csoportban)
- 1991 – 20. hely (4. a C csoportban)
- 1992 – 17. hely (5. a B csoportban)
- 1993 – 20. hely (8. a B csoportban)
- 1994 – 27. hely (7. a C1 csoportban)
- 1995 – 29. hely (9. a C1 csoportban)
- 1996 – 34. hely (6. a D csoportban)
- 1997 – 35. hely (7. a D csoportban)
- 1998 – 33. hely (1. a D csoportban)
- 1999 – 31. hely (7. a C csoportban)
- 2000 – 33. hely (9. a C csoportban)
- 2001 – 35. hely (4. a Divízió II B csoportban)
- 2002 – 35. hely (4. a Divízió II B csoportban)
- 2003 – 34. hely (3. a Divízió II B csoportban)
- 2004 – 36. hely (4. a Divízió II B csoportban)
- 2005 – 35. hely (4. a Divízió II A csoportban)
- 2006 – 32. hely (2. a Divízió II A csoportban)
- 2007 – 38. hely (5. a Divízió II A csoportban)
- 2008 – 38. hely (5. a Divízió II A csoportban)
- 2009 – 36. hely (4. a Divízió II B csoportban)
- 2010 – 35. hely (4. a Divízió II B csoportban)
- 2011 – 38. hely (5. a Divízió II B csoportban)
- 2012 – 37. hely (3. a Divízió II/B csoportban)
- 2013 – 40. hely (6. a Divízió II/B csoportban)
- 2014 – 41. hely (1. a Divízió III-ban)
- 2015 – 38. hely (4. a Divízió II/B csoportban)
- 2016 – 40. hely (6. a Divízió II/B csoportban)
- 2017 – 42. hely (2. a Divízió III-ban)
- 2018 – 42. hely (2. a Divízió III-ban)
- 2019 – 41. hely (1. a Divízió III-ban)
- 2020 – Törölve a Covid19-pandémia miatt[1]
- 2021 – Törölve a Covid19-pandémia miatt[2]
- 2022 – 35. hely (4. a Divízió II/B csoportban)
- 2023 – 37. hely (3. a Divízió II/B csoportban)
- 2024 – 38. hely (4. a Divízió II/B csoportban)

### Olimpiai játékok
- 1976 – 12. hely